# Dynastor darius
Dynastor darius är en fjärilsart som beskrevs av Fabricius 1775. Dynastor darius ingår i släktet Dynastor och familjen praktfjärilar. Inga underarter finns listade i Catalogue of Life.

## Bildgalleri

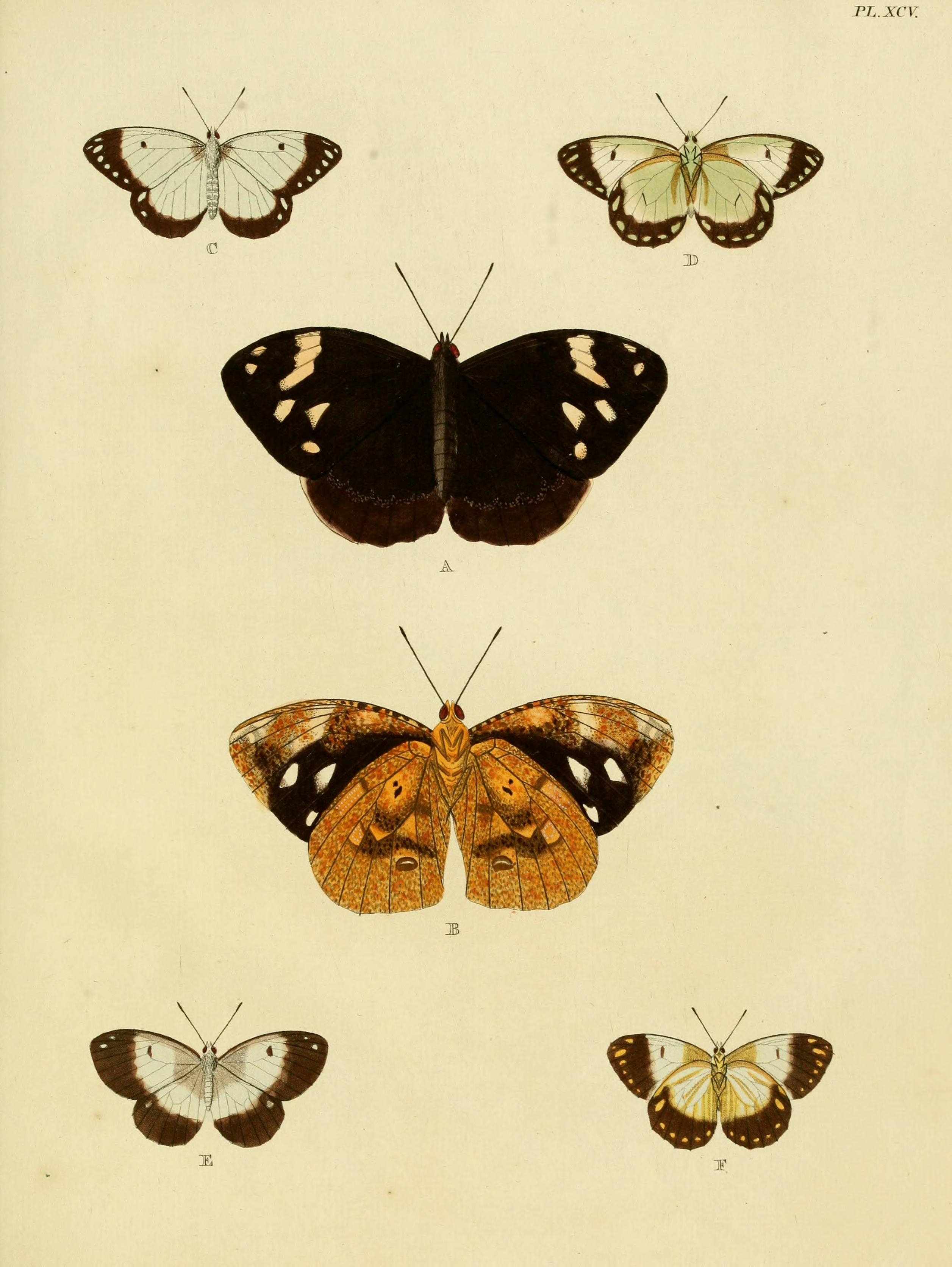
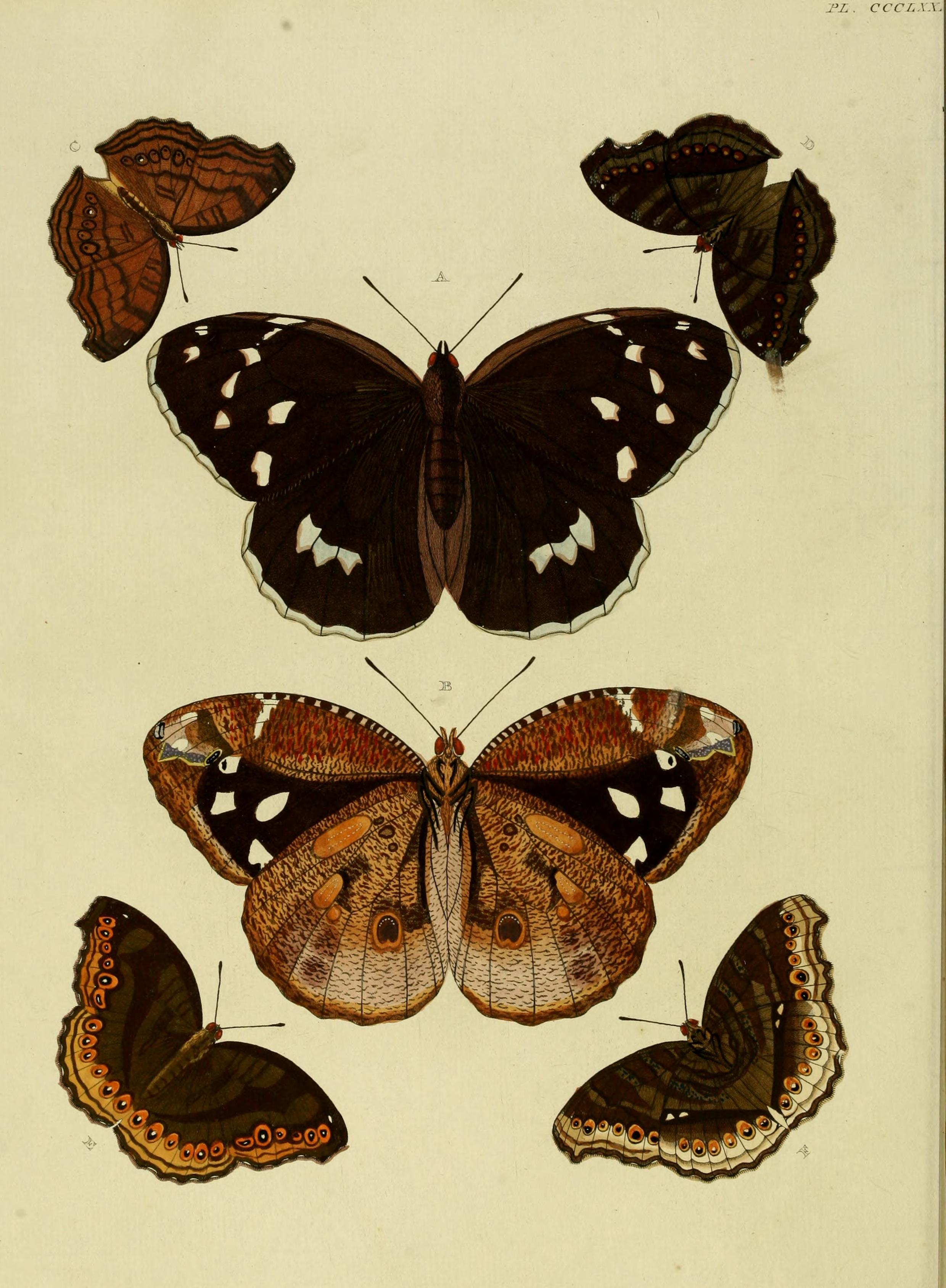